# Linda Cardellini

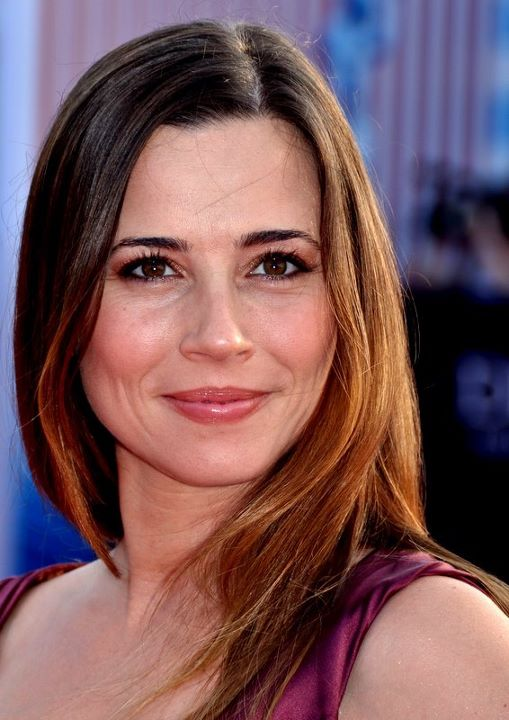
Linda Cardellini (2011)

Linda Edna Cardellini (* 25. Juni 1975 in Redwood City, Kalifornien) ist eine US-amerikanische Schauspielerin und Synchronsprecherin.

## Leben
Linda Cardellini wuchs als jüngstes von vier Geschwistern auf. Sie machte ihren Schulabschluss an der Saint Francis High School in Mountain View, Kalifornien, und zog nach Los Angeles. 2001 machte sie ihren Abschluss in Film und Fernsehen an der Loyola Marymount University.
Anfang 2012 wurde sie Mutter einer Tochter – deren Vater ist ihr Freund Steve Rodriguez, der ebenfalls in der Filmbranche tätig ist.

## Karriere
Cardellini hatte ihre erste Rolle in der Fantasy-Fernsehserie Bone Chillers, dort spielte sie in acht Folgen. Es folgten kleinere Rollen in verschiedenen Fernsehserien und Filmen, so war sie in der Comedy-Serie Guys Like Us zu sehen.
Ihre erste Hauptrolle hatte sie in der 1999 produzierten Fernsehserie Voll daneben, voll im Leben. Die kurzlebige Serie, in der sie die Lindsay Weir spielte, stellte ein Karrieresprungbrett für die Schauspieler John Francis Daley, Jason Segel, Busy Philipps und weitere dar. Cardellini spielte von da an auch in größeren Filmen wie Natürlich blond (2001), Scooby-Doo (2002) und Scooby Doo 2 – Die Monster sind los (2004).
In der Krankenhausserie Emergency Room – Die Notaufnahme hatte Cardellini ab der zehnten Staffel bis zur 15. und letzten Staffel als Krankenschwester Samantha Taggart eine der Hauptrollen inne. Bei den TV Land Awards 2009 wurde sie gemeinsam mit der restlichen Besetzung der Serie mit dem Icon Award ausgezeichnet.
2005 hatte sie eine Nebenrolle in dem mit drei Oscars ausgezeichneten Film Brokeback Mountain. Für ihre Rolle der Cassie Cartwright wurde sie mit ihren Kollegen als Bestes Schauspielensemble für den Gotham Award 2005 sowie den Screen Actors Guild Award 2006 nominiert.
2009 sprach Cardellini in der Animations-Serie The Goode Family die Figur Bliss Goode. Ab Mitte 2012 sprach sie in der Disney-Serie Willkommen in Gravity Falls bis 2016 die Wendy. Von 2019 bis 2022 spielte sie in der Netflix-Serie Dead to Me die Rolle der Judy Hale.

## Filmografie (Auswahl)
- 1996: Bone Chillers (Fernsehserie, 8 Folgen)
- 1997: Hinterm Mond gleich links (3rd Rock from the Sun, Fernsehserie, Folge 2x20)
- 1997: Good Burger
- 1997: Clueless – Die Chaos-Clique (Clueless, Fernsehserie, Folge 2x05)
- 1998: Dee Snider’s Strangeland (Strangeland)
- 1998–1999: Guys Like Us (Fernsehserie, 6 Folgen)
- 1999: Dying to Live (Fernsehfilm)
- 1999–2000: Voll daneben, voll im Leben (Freaks and Geeks, Fernsehserie, 18 Folgen)
- 2001: Natürlich blond (Legally Blonde)
- 2001: The Unsaid – Lautlose Schreie (The Unsaid)
- 2002: Scooby-Doo
- 2003–2009: Emergency Room – Die Notaufnahme (ER, Fernsehserie, 126 Folgen)
- 2004: Scooby Doo 2 – Die Monster sind los (Scooby Doo 2: Monsters Unleashed)
- 2005: Brokeback Mountain
- 2005: American Gun
- 2006: Grandma’s Boy
- 2008: Das Lazarus-Projekt (The Lazarus Project)
- 2009: The Goode Family (Fernsehserie, 13 Folgen, Stimme)
- 2010: Super – Shut Up, Crime! (Super)
- 2011: Bulletproof Gangster (Kill the Irishman)
- 2011: Person of Interest (Fernsehserie, Folge 1x04)
- 2012–2016: Willkommen in Gravity Falls (Gravity Falls, Fernsehserie, 31 Folgen, Stimme)
- 2013–2015: Mad Men (Fernsehserie, 9 Folgen)
- 2013–2015: Sanjay & Craig (Fernsehserie, 40 Folgen, Stimme)
- 2014: New Girl (Fernsehserie, 3 Folgen)
- 2014: Welcome to Me
- 2015: Avengers: Age of Ultron
- 2015–2017: Bloodline (Fernsehserie, 33 Folgen)
- 2015: Daddy’s Home – Ein Vater zu viel (Daddy’s Home)
- 2016: The Founder
- 2017: Austin Found
- 2017: Daddy’s Home 2 – Mehr Väter, mehr Probleme! (Daddy’s Home 2)
- 2018: Green Book – Eine besondere Freundschaft (Green Book)
- 2018: Nur ein kleiner Gefallen (A Simple Favor)
- 2018: Hunter Killer
- 2019: Lloronas Fluch (The Curse of La Llorona)
- 2019: Avengers: Endgame
- 2019–2022: Dead to Me (Fernsehserie, 30 Folgen, auch Produzentin)
- 2020: Und jetzt: Die Muppets! (Muppets Now, Fernsehserie, 1 Folge)
- 2020: Capone
- 2021: Hawkeye (Fernsehserie, 5 Folgen)
- 2023: Guardians of the Galaxy Vol. 3 (Stimme)
- 2024: Nutcrackers
- 2024: No Good Deed (Fernsehserie, 8 Folgen)
- 2025: Nonnas

## Auszeichnungen
Primetime Emmy Award
- 2020: Nominierung als Beste Hauptdarstellerin in einer Comedyserie für Dead to Me